# Henry Angus, Sanderson (Carlisle)
Henry Angus, Sanderson (Carlisle) Ltd. war ein britischer Hersteller von Automobilen.

## Unternehmensgeschichte
Das Unternehmen aus Carlisle begann 1905 mit der Produktion von Automobilen. Der Markenname lautete Sanderson-Aster. Im gleichen Jahr endete die Produktion. 1907 wurde das Unternehmen aufgelöst. Insgesamt entstanden mindestens drei Exemplare.

## Fahrzeuge
Das einzige Modell war der 18/22 HP. Ein Vierzylindermotor von Aster trieb das Fahrzeug an.